# Domenico Monegario
Domenico Monegario est le 6e doge de Venise élu en 756.

## Biographie
Originaire de Malamocco, sixième doge de la république de Venise, il est élu avec l'appui des Lombards de Didier. Pour maintenir les nécessaires bonnes relations avec Byzance et avec les Francs, il lui associe deux tribuns élus annuellement. Le nom Monegario pourrait venir soit de Monegarium, qui indiquerait un frère ou un moine, ou de  Monetarium, qui serait un frappeur de monnaie.
Au cours de ces années, les Vénitiens abandonnent leur métier de pécheurs pour devenir des commerçants maritimes, voyageant jusqu'à la mer Ionienne et dans les mers du Levant. L'art nautique des Vénitiens s'est bien amélioré et des études débutent sur de nouvelles quilles et de nouvelles formes de coques, de voilures et de rames, pour avoir des bateaux plus robustes, de plus grandes contenances et plus rapides. Les conséquences de cette nouvelle activité sont l'accroissement de la richesse et la convoitise des peuples voisins. L'équilibre politique devient plus difficile à maintenir et c'est le Doge qui en subit les conséquences. Quand Paul Ier commence à avoir des visées sur Venise, il exige des dons faisant aussi pression sur les Francs et le Lombards, le Doge Monegario est déposé et comme ses prédécesseurs, il est rendu aveugle, tondu et chassé.